# Vidrenjak (rivière)
Pour les articles homonymes, voir Vidrenjak.
Le Vidrenjak (en serbe cyrillique : Видрењак) est une rivière de Serbie. Elle est un affluent de l'Ibar. Sa longueur est de 30 km.
Le Vidrenjak appartient au bassin versant de la mer Noire. La rivière n'est pas navigable.

## Parcours
Le Vidrenjak prend sa source au mont Jarut et oriente sa course en direction du sud-est. La rivière passe au pied du mont Markov vrh, le point culminant du Jarut, traverse la ville de Tutin, avant de jeter dans l'Ibar en amont de la Mojstirska klisura (les « gorges de Mojstir »).